# Centre régional de réception
Le Centre régional de réception (en anglais : Regional reception centre) est un pénitencier au Canada pour hommes située à Sainte-Anne-des-Plaines, dans la subdivision régionale de Thérèse-De Blainville et la région administrative des Laurentides, au Québec.
L'établissement est géré par le Service correctionnel Canada (SCC) et est situé sur le même complexe pénitentiaire que l'établissement Archambault et le centre régional de santé mentale. Il est également situé à proximité de l'aéroport international Montréal-Mirabel.

## Description
Le Centre régional de réception a été inauguré en 1973. Sa conception repose sur un modèle radial à six ailes. En 1984, l’établissement s’est doté de l’unité spéciale de détention (USD), également connue sous le nom de Special Handling Unit (SHU). Cette unité constitue la prison la plus sécurisée (supermax) du Canada. En 2008, elle accueillait 90 détenus.
Le centre est un établissement autonome à sécurité multiniveau, comprenant une capacité pondérée totale de 321 lits, dont 81 sont réservés à l’USD.
Les détenus sont toujours menottés en présence des surveillants. Lorsqu'ils escortent des détenus, les surveillants ne sont pas armés afin d'éviter de permettre que les détenus puissent se saisir par inadvertance d'une arme. Les surveillants chargés des escortes transportent du gaz poivré[réf. nécessaire].
Les armes et autres équipements sont portés par les officiers qui occupent la passerelle surélevée. Les détenus doivent progresser dans les programmes de l'établissement avant d'être transférés à la population générale d'autres prisons à sécurité maximale ; cependant, certains détenus sont considérés comme présentant un risque trop élevé pour être admissibles à cette mesure et sont détenus dans l'établissement pour des périodes plus longues[réf. nécessaire].
Depuis septembre 2024, l'Agence des services frontaliers du Canada (ASFC) et le Service correctionnel du Canada collaborent pour utiliser temporairement une partie du Centre régional de réception comme centre de détention pour hommes adultes immigrés présentant un risque élevé. Cette décision fait suite à des modifications législatives adoptées en juin 2024. L’accord, prévu jusqu’en 2029, permet l’utilisation d’un espace distinct pouvant accueillir environ 25 détenus. Ces individus, souvent accusés ou condamnés pour des crimes graves, sont isolés des détenus fédéraux. Le centre opérera sous la gestion exclusive de l’ASFC, en consultation avec le SCC et les intervenants locaux.

## Détenus notables de l'unité spéciale de détention

### Détenus actuels

#### Hommes
- Marc-André Grenon (tueur, 2024-)[6]

### Anciens détenus

#### Hommes
- Allan Legere (tueur en série, 1991-2015; transféré à l'établissement d'Edmonton (en)) [7]
- Frédérick Silva (tueur en série, 2022-2022; transféré dans un lieu confidentiel après avoir accepté de devenir un délateur.)[8]
- Guy Paul Morin (meurtre, 1992-1995; disculpé et libéré)
- Clifford Olson (tueur en série, 1982-2011 ; décédé d'un cancer le 30 septembre 2011)
- Ali Dirie (en) (terrorisme, 2009-2011 ; mort pendant la guerre civile syrienne) [9]
- Luka Rocco Magnotta (meurtre; transféré à l'établissement de Port-Cartier au Québec)
- Maurice Boucher (meurtre, 2002-2022; décédé d'un cancer le 10 juillet 2022)
- Shareef Abdelhaleem (en) (conspirateur du complot terroriste de 2006 en Ontario ) [10]

#### Femmes
- Karla Homolka (tueuse en série, emprisonnée de 1993 à 2005, libérée après 12 ans de prison) ; elle était détenue au Centre régional d'accueil depuis mars 2001 après avoir été transférée de l'Établissement pour femmes de Joliette. En 2003, elle devait être transférée dans une aile à sécurité maximale à Joliette[11].